# (2893) Piros
(2893) Piros, désignation internationale (2893) Peiroos, est un astéroïde troyen jovien.

## Description
(2893) Piros est un astéroïde troyen jovien, camp troyen, c'est-à-dire situé au point de Lagrange L5 du système Soleil-Jupiter. Il présente une orbite caractérisée par un demi-grand axe de 5,155 UA, une excentricité de 0,075 et une inclinaison de 14,7° par rapport à l'écliptique.
Il est nommé en référence au personnage de la mythologie grecque Péiréos, acteur du conflit légendaire de la guerre de Troie.

## Compléments